# Aloisius Lilius

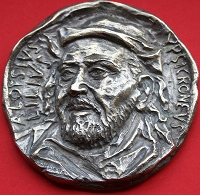
Portret van Aloisius Lilius

Aloisius Lilius (Cirò of Zirò (Calabria), rond 1510 - waarschijnlijk in Rome, 1576) was een Napolitaanse arts en filosoof. Hij was de bedenker van de gregoriaanse kalender waarover hij zijn Compendium novæ rationis restituendi kalendarium schreef.
Van zijn leven is niets bekend tot 1552 toen hij aan de universiteit van Perugia doceerde. In dat jaar werd hij door kardinaal Marcello Cervini, de later Paus Marcellus II, voorgedragen voor promotie. Bijna 30 jaar later, kort na Aloisius' dood in 1576, bood zijn broer Antonio aan Paus Gregorius XIII het manuscript voor de (gregoriaanse) kalenderwijziging aan. De paus en zijn raadgevers namen Lilius' voorstel met slechts kleine aanpassingen in 1582 over.
De krater Lilius op de maan is naar hem vernoemd.